# Boara Pisani
Boara Pisani é uma comuna italiana da região do Vêneto, província de Pádua, com cerca de 2.507 habitantes. Estende-se por uma área de 16 km², tendo uma densidade populacional de 157 hab/km². Faz fronteira com Anguillara Veneta, Pozzonovo, Rovigo (RO), Stanghella, Vescovana.
Toda sua extensão esta na margem esquerda do rio Adige, em frente a Boara Polesine, Distrito de Rovigo.

## Demografia
| Variação demográfica do município entre 1861 e 2011                               |
|                                                                                   |
| Fonte: Istituto Nazionale di Statistica (ISTAT) - Elaboração gráfica da Wikipedia |

Entre os anos de 1887 e 1911 muitos moradores de Boara Pisani imigraram para o Brasil. No link a seguir é possível consultar o nome e a data de partida destes imigrantes:
http://www.imigrantesitalianos.com.br/PROCEDENTES_DE_BOARA_PISANI.html